# Fernando de Casas Novoa

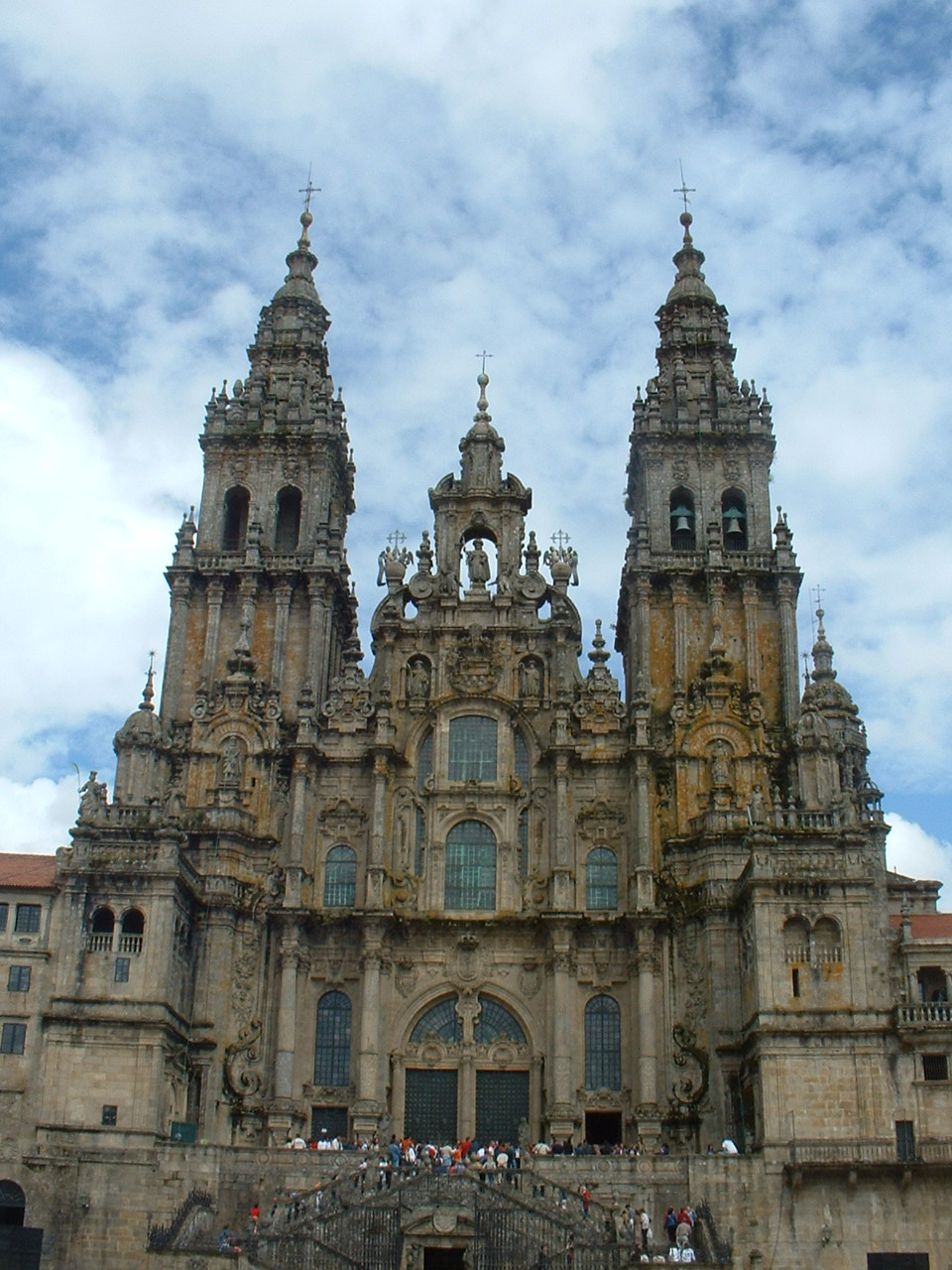
Fachada del Obradoiro de la Catedral de Santiago de Compostela, obra cumbre de Fernando Casas Novoa.

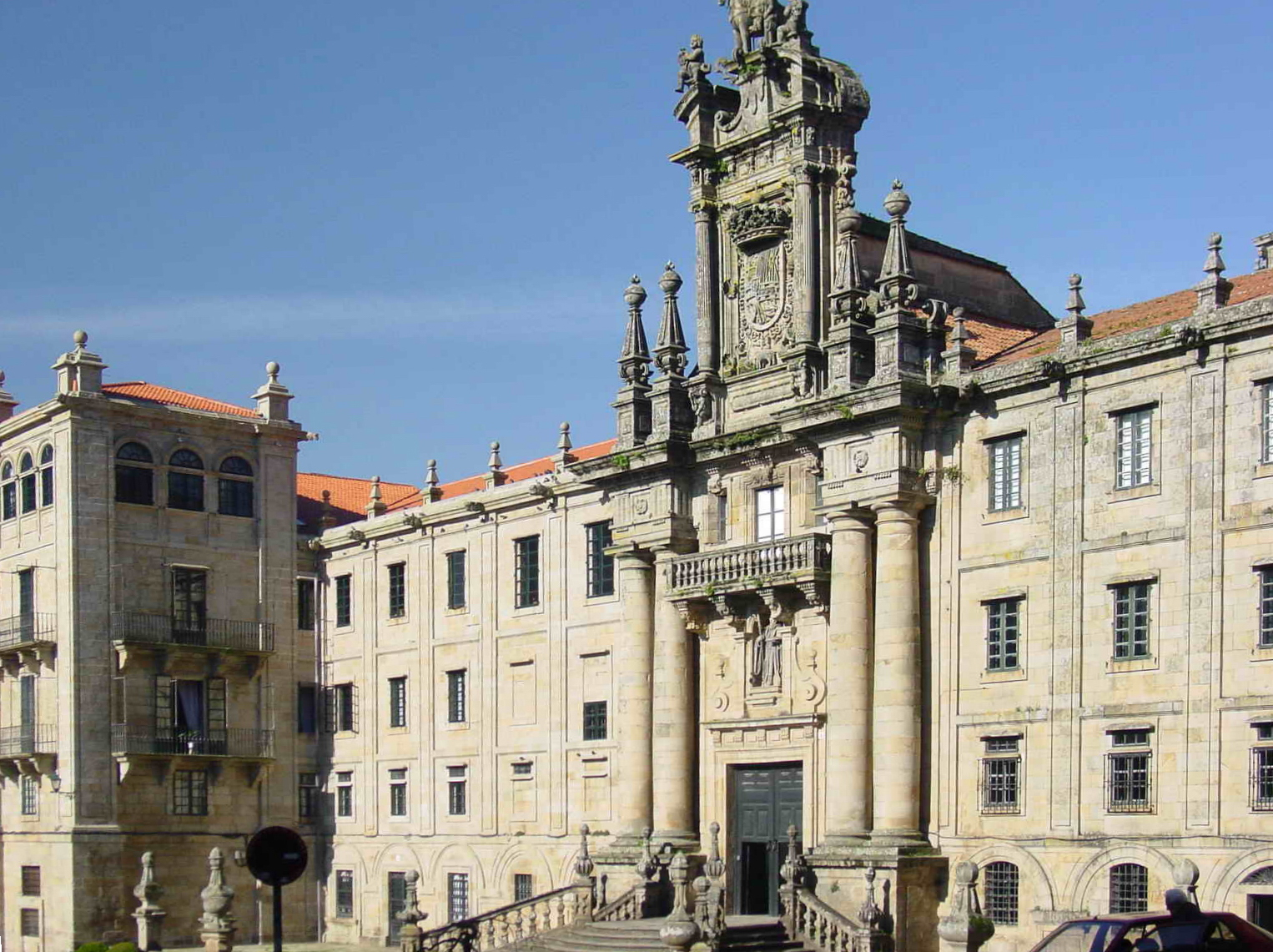
Vista desde la plaza de Azabachería de la fachada del Monasterio de San Martín Pinario.

Fernando de Casas Novoa (Santiago de Compostela, ¿1670? - Santiago de Compostela, 24 de noviembre de 1749) fue un arquitecto barroco español.

## Biografía

### Inicios
Nació en torno al año 1670 en una familia de clase baja. Comenzó con fray Gabriel de Casas a trabajar en el claustro del conjunto catedralicio de Lugo. A la muerte de su maestro, se encargó plenamente de la ejecución de las obras. Tiene un solo piso de altura considerable y está estructurado por pares de pilastras con decoración vegetal semejante a la de Domingo Antonio de Andrade.
En 1711, surge la oportunidad de su vida: es designado maestro de obras de la Catedral de Santiago de Compostela. Continúa las obras de Domingo de Andrade en la capilla del Pilar, donde busca originales efectos cromáticos y ornamentales. Como solución de empalme entre la fachada del claustro y el Tesoro, realiza el Esconce de las Platerías.
El arzobispo Monroy le encargó varias obras de su patrocinio: la iglesia de los dominicos de Betanzos y el colegio de las Huérfanas de Santiago de Compostela. Aquí destaca el campanario donde utiliza placas conforme al estilo de Simón Rodríguez. Monroy contrató también con él el conjunto conventual de las capuchinas de La Coruña. Obra en la que muestra una gran autocontención decorativa, según el espíritu franciscano. La iglesia del convento de Belvís, en Santiago de Compostela, sigue el mismo espíritu de sobriedad.

### Madurez
Pero el auténtico creativo de Casas Novoa brotará en la capilla de Nuestra Señora de los Ojos Grandes, en la catedral de Lugo. Cúpula sobre bóvedas de horno, arcadas que arrancan de los pilares, rica policromía donde mandan los dorados, volutas, variada iconografía... capilla y baldaquino constituyen conjuntamente una de las obras más destacables del barroco gallego.
Su ánimo inquieto y genial distaba de agotarse: iglesia de los monjes benedictinos del Monasterio de Villanueva de Lorenzana, en particular su fachada esbelta y elegante, anuncia que lo mejor está por llegar. Siguió con trabajos para la iglesia de los jesuitas en Coruña, la de San Andrés de Cedeira en Redondela y para la sacristía, claustro y la portada principal del colosal monasterio de San Martín Pinario. Maestro de obras de este cenobio, dejó para él un trabajo de primera magnitud: el retablo mayor bifronte de la iglesia benedictina. Esta realización, con los retablos laterales y los órganos de la misma iglesia constituyen un conjunto escénico y artístico de altísimo nivel. También en esta basílica diseñó la capilla de Nuestra Señora del Rosario.

### Culmen
Pero su obra maestra es la imponente y esbelta fachada del Obradoiro de la catedral compostelana. La profusión decorativa esencialmente geométrica y la estructura ascensional, el formato cóncavo, la solidez y la verticalidad, así como las membranas de vidrio como solución lumínica marcan un hito arquitectónico sin parangón. La iconografía basada en la figura del Apóstol Santiago, sus padres, su hermano y sus discípulos, así como la inspiración en un arco de triunfo clásico hacen de este conjunto la apoteosis del espíritu jacobeo.
Falleció en Santiago de Compostela el 25 de noviembre de 1749, poco antes de poder ver acabada su obra cumbre.